# Ausdauer

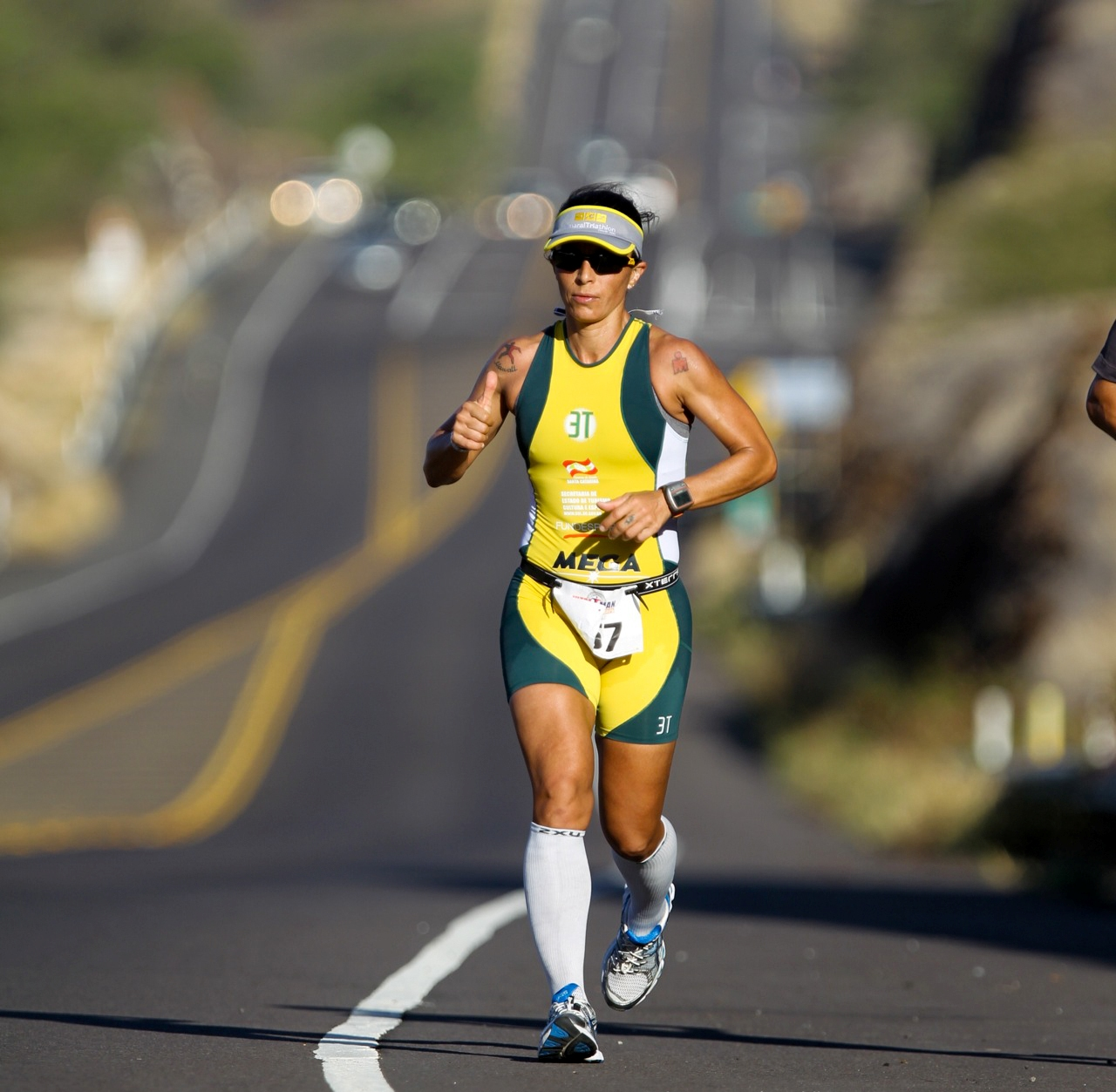
Ultra-Marathon über 84 km als Beispiel einer aeroben Ausdauerbelastung (Brasilien 2011)

Ausdauer bezeichnet die Widerstandsfähigkeit des Organismus gegen Ermüdung und die schnelle Regenerationsfähigkeit nach einer Belastung (insbesondere hinsichtlich sportlicher Betätigungen).

## Definition
Ausdauer beschreibt die motorische Fähigkeit, eine bestimmte Intensität (zum Beispiel die Laufgeschwindigkeit) über eine möglichst lange Zeit aufrechterhalten zu können, ohne vorzeitig körperlich beziehungsweise geistig zu ermüden, und sich so schnell wie möglich wieder zu regenerieren. Durch bessere Ausdauer ist von Beginn an eine höhere Intensität möglich und die zur Verfügung stehende Energie kann effizienter genutzt werden. Auch können sportliche Technik und Konzentrationsfähigkeit (z. B. während einer Nachspielzeit) über längere Zeit stabilisiert werden.
Die Ausdauer stellt neben Kraft, Schnelligkeit, Koordination und der auf Gelenkigkeit und Dehnfähigkeit beruhenden Beweglichkeit eine grundlegende motorische Fähigkeit dar. Jede einzelne Sportart erfordert und trainiert diese Grundfertigkeiten in unterschiedlichen Maßen. Typische Ausdauersportarten sind: Langstreckenlauf, Radsport, Skilanglauf, Triathlon, Langstreckenschwimmen, Rudern und Orientierungslauf.

## Strukturierung

### Energiebereitstellung
→ Siehe Energiebereitstellung
Für die physiologische Ermüdungswiderstandsfähigkeit und die Wiederauffüllung der Energiespeicher bei der Erholung sind die Prozesse der Energiebereitstellung verantwortlich. Je nach Art der Energiebereitstellung lässt sich zwischen verschiedenen Arten der Ausdauer unterscheiden.

#### Aerobe Ausdauer

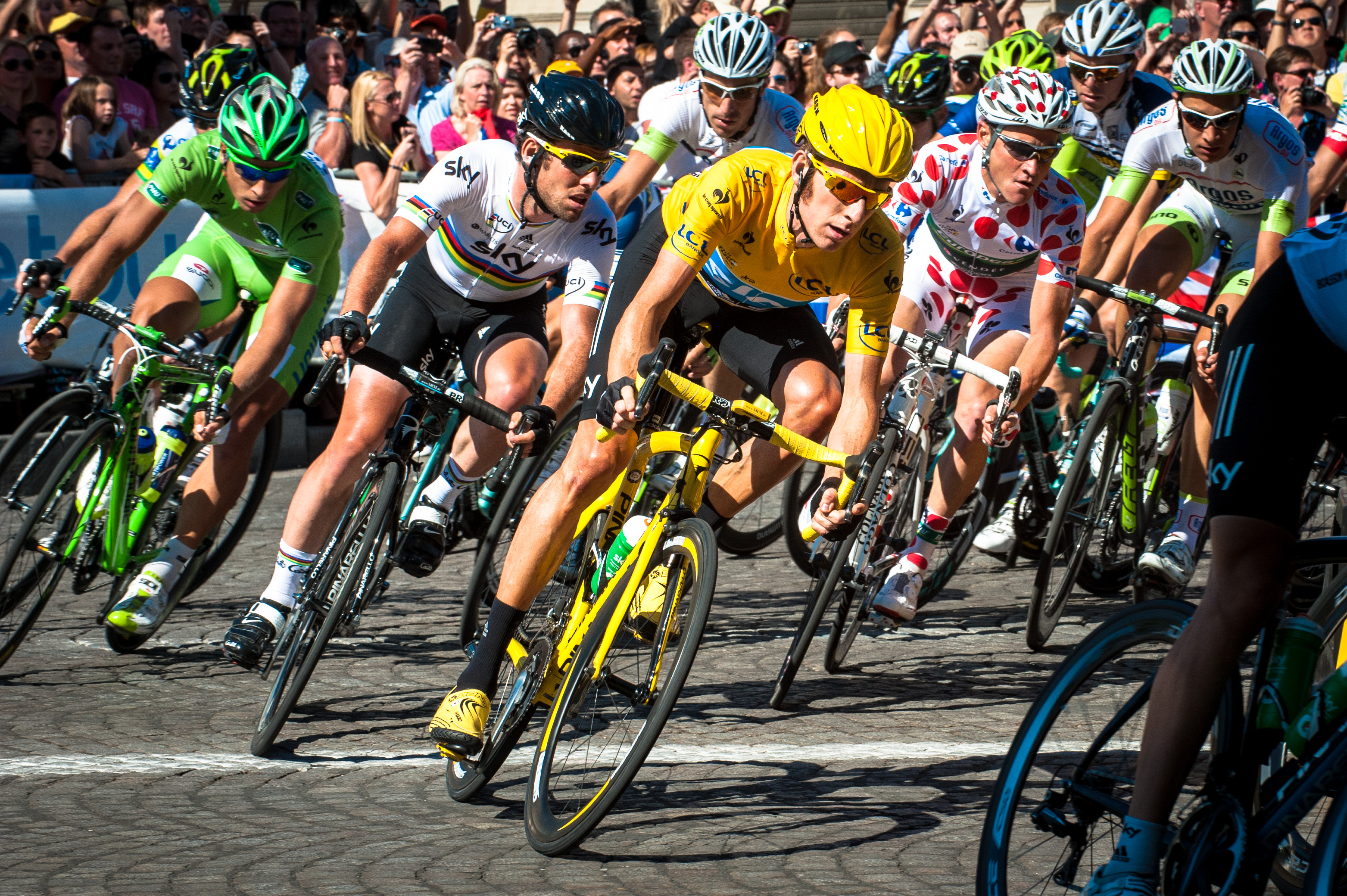
Bei langen Etappen der Tour de France ist vor allem die aerobe Ausdauer wichtig.

Aerobe Ausdauer ist die Fähigkeit des Organismus, die zur Aufrechterhaltung einer bestimmten Belastungsintensität (z. B. Laufgeschwindigkeit) notwendige Energie zum großen Teil durch die Oxidation mit Sauerstoff (daher aerob) bereitzustellen. Bei einer entsprechenden Erhöhung der Belastungsintensität (z. B. der Laufgeschwindigkeit) wird so viel Energie benötigt, dass das durch die Atmung zur Verfügung gestellte Angebot an Sauerstoff nicht mehr ausreichend ist, um den erhöhten Energiebedarf zu decken. In diesem Fall ist der Körper gezwungen, einen Teil der benötigten Energie ohne Sauerstoff (daher anaerob) zu gewinnen.
Als Maß für die aerobe Ausdauer kann die so genannte spezifische maximale Sauerstoffaufnahme (VO2max) herangezogen werden. Sie gibt an, wie viele Milliliter Sauerstoff der Organismus in einer Minute pro Kilogramm Körpergewicht verarbeiten kann. Aerobes Ausdauertraining führt neben einer Reihe weiterer Anpassungsreaktionen des Körpers insbesondere zu einer Vergrößerung des Herzmuskels. Ein verdickter Herzmuskel allein kann das erhöhte Schlagvolumen jedoch nicht erklären, sondern kann unter Umständen ein Krankheitszeichen (Kardiomegalie) sein. Die physiologisch wirksame Leistungsanpassung setzt sich hingegen aus mehreren Komponenten zusammen. So steigen das Herzkammervolumen, die Herzmuskeldicke und die Ausbildung der Herzkranzgefäße. Die Summe dieser Anpassungen hat zur Folge, dass pro Herzschlag eine größere Menge an Blut ausgestoßen wird, was gleichbedeutend mit einer höheren Menge an Sauerstoff ist, der mittels der roten Blutkörperchen zu den Muskeln transportiert wird. Dadurch ist auch zu erklären, dass durch ein Ausdauertraining der Ruhepuls sinkt: Für die gleiche Leistung, das heißt die gleiche Menge an mittels des Blutes zu transportierendem Sauerstoff muss das Herz weniger oft schlagen, da pro Herzschlag ein höheres Volumen an Blut ausgestoßen werden kann.

#### Anaerobe Ausdauer

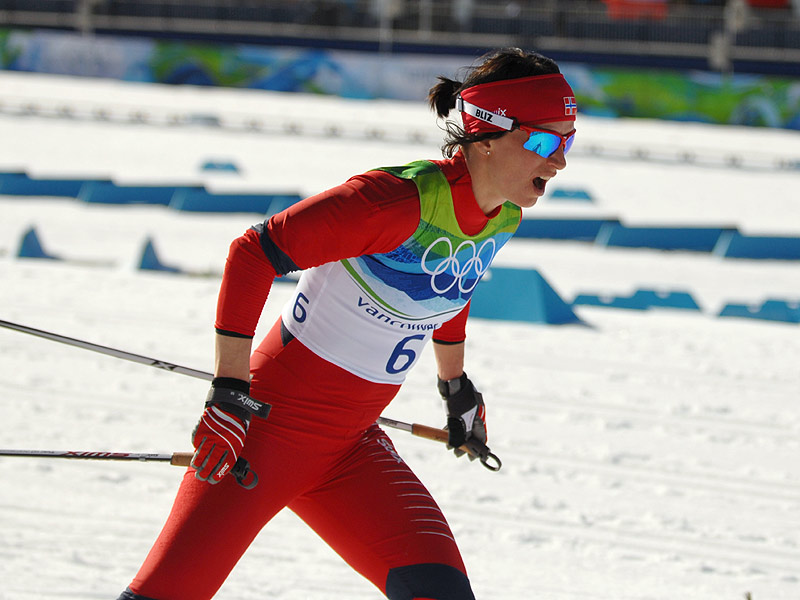
Beim 15 km Skilanglauf ist die anaerobe Ausdauer von großer Bedeutung.

Ist auf Grund hoher Belastungsintensität die Energiezufuhr über oxidative Prozesse (Fette, Laktat) nicht mehr möglich, wird die Energie deutlich vermehrt durch anaerobe Prozesse bereitgestellt. In diesem Fall spricht man von anaerober Ausdauer. Um dennoch genügend ATP für die Muskelarbeit produzieren zu können, sind nicht-oxidative Prozesse (Glycolyse) nötig. Hierbei entsteht zunächst Milchsäure, die jedoch durch das Puffersystem des Blutes rasch neutralisiert wird. Es bleibt Laktat übrig, das entweder in der Leber zu Glucose zurückverstoffwechselt werden kann (Gluconeogenese) oder im Arbeitsmuskel, im Skelettmuskel, in den Nieren oder im Gehirn energiegewinnend reoxidiert wird.

### Größe der beanspruchten Muskulatur

#### Allgemeine Ausdauer
Bei Belastungen, die mehr als 1/6 der gesamten Skelettmuskulatur beanspruchen (Laufen, Radsport, Biathlon, Schwimmen).

#### Lokale Ausdauer
Bei Teilkörperbelastungen die ca. 1/7 bis 1/6 der gesamten Skelettmuskulatur umfassen (Armarbeit beim Boxen). Die anaerobe Ausdauer lässt sich jedoch auch im Sinne des Blocktrainings als eine Summe der verschiedenen lokalen Ausdauern definieren. Dieses Prinzip macht sich das zunächst in Japan entwickelte KAATSU-Training (auf Japanisch die Abkürzung von „Widerstandstraining kombiniert mit Blutfluss-Beeinträchtigung“) zu Nutze. Hierbei wird unter Verwendung einer Blutdruckmessmanschette der lokale Abtransport der Ermüdungsstoffe erschwert, wodurch schneller und effektiver anaerob trainiert werden kann. Dieses Training hat trotz anfänglicher Befürchtungen keine negativen Nebenwirkungen und wird inzwischen vor allem bei Senioren und Untrainierten zur schnelleren Leistungssteigerung verwendet.

### Art der Muskelkontraktion
→ Siehe Muskelkontraktion

#### Dynamisch
Die Muskulatur leistet Bewegungsarbeit (Eisschnelllauf).

#### Statisch
Die Muskulatur leistet Haltearbeit und Dauerspannung (Bogenschießen).

### Dauer der Belastung
| Name                      | Dauer                     | Energiebereitstellung                        | Disziplinen |
| ------------------------- | ------------------------- | -------------------------------------------- | --- |
| Kurzzeitausdauer (KZA)    | 35 Sekunden bis 2 Minuten | anaerob 80 % oder auch Anaerob laktazid 50 % | 200-Meter-Lauf bis 800-Meter-Lauf, 100-Meter-Schwimmen                                                                 |
| Mittelzeitausdauer (MZA)  | 2–10 Minuten              | Aerob/anaerob                                | 1000-Meter-Lauf bis 3000-Meter-Lauf, Skilanglauf Sprint, Rudern                                                        |
| Langzeitausdauer 1 (LZA1) | 10–35 Minuten             | Aerob                                        | 5000-Meter-Lauf, 1500-Meter-Schwimmen, 15-km-Langlauf                                                                  |
| Langzeitausdauer 2 (LZA2) | 35–90 Minuten             | Aerob                                        | 10.000-Meter-Lauf, Crosslauf, Mountainbike Cross-Country                                                               |
| Langzeitausdauer 3 (LZA3) | 90 Minuten bis 6 Stunden  | Aerob                                        | Halbmarathon, Marathon, Gehen, Etappenrennen, Mountainbike-Marathon, Triathlon (olympische Distanz), 30–50 km Langlauf |
| Langzeitausdauer 4 (LZA4) | ab 6 Stunden              | Aerob                                        | Ironman, Ultra-Marathon, 24-Stunden-Lauf, 24-Stunden-Rennen                                                            |

### Motorische Fähigkeiten
Die hier rein formell aufgezeigten Arten der Ausdauer müssen stets vor dem Hintergrund der auszuübenden Sportart betrachtet werden. Eine bestimmte Art der Ausdauer kann nie isoliert betrachtet werden, sondern steht in direktem Zusammenhang mit den anderen Arten der Ausdauer. Hierbei kommt der allgemeinen aeroben Ausdauer eine Schlüsselstellung zu, da sie als Basis für die Ausprägung aller anderen Arten der Ausdauer mitbestimmend ist. So absolviert jeder 100-Meter-Läufer im Rahmen seines Aufbautrainings einige Langlaufeinheiten, um sich die optimale Grundlage für die Entwicklung seiner Zielfertigkeiten (Kraft, Schnelligkeit) zu schaffen.
Mit dem Begriff Ausdauer bei sportlichen Betätigungen werden gemeinhin typische Ausdauersportarten wie Langstreckenlauf, Radrennfahren, Skilanglauf, Gehen, Schwimmen, Triathlon, Rudern etc. assoziiert. Bezogen auf die von der Trainingslehre gemachten Unterteilungen der Ausdauer wird hier von der allgemeinen (Ganzkörperbelastung), zyklischen, aeroben Ausdauer gesprochen.

#### Schnelligkeitsausdauer
→ siehe Schnelligkeit

#### Kraftausdauer
→ siehe Kraftausdauer

## Leistungslimitierende Faktoren
Allgemein lässt sich ein Leistungslimit dadurch definieren, dass die beanspruchten Muskeln nicht mehr in der Lage sind, eine für eine bestimmte Belastungsintensität geforderte Leistung zu erbringen, sie also ermüden. Die Ausdauerleistungsfähigkeit hängt somit von den physiologischen Prozessen ab, die eine Ermüdung der Muskeln auslösen. Es ist noch nicht vollständig geklärt, wie groß der Anteil verschiedener Prozesse an der Ausdauerleistungsfähigkeit ist. In Frage kommen unter anderem folgende Faktoren:
- Muskelfaserzusammensetzung
- Energiebereitstellung (Flussraten, organische Energiespeicher)
- Wärmeregulation, Wasser- und Elektrolythaushalt
- Koordination
- Hormonelle Aspekte
- Vegetative Aspekte
- Psychologische Aspekte
- Orthopädische Probleme

Die Gefäßkapazität in den Muskeln könnte etwa das Vierfache der durch das Herz angebotenen Blutmenge nutzen. Bei regionalen und globalen Ausdauerbelastungen ist somit die Transportkapazität des Herz-Kreislauf-Systems leistungslimitierend. Allerdings sagt die maximale Durchflussrate in den Gefäßen noch nichts über die Effizienz der Sauerstoffversorgung der Muskeln aus, die mit einer erhöhten Kapillarisierung durchaus gesteigert werden kann.
Die Lunge weist ebenfalls große Leistungsreserven auf. Abgesehen von einer möglichen Ermüdung der Atemmuskulatur ist sie somit in der Regel nicht leistungsbegrenzend.

## Ausdauertraining
Verschiedene Trainingsmethoden sind unter Ausdauertraining beschrieben.

### Körperliche Anpassung
Ein Ausdauertraining führt zu einer Vielzahl von Anpassungen der leistungslimitierenden Faktoren und somit zu einer Verschiebung der in der Leistungsdiagnostik messbaren Parameter wie z. B. die Aerob-anaerobe Schwelle.
Der trainierte Ausdauersportler zeichnet sich nicht durch besonders stark ausgeprägte Skelettmuskulatur, sondern durch ein leistungsfähiges Herz-Kreislauf-System (Sportherz) und eine gut entwickelte sportspezifische lokal muskuläre Ausdauerleistungsfähigkeit aus. Dies versetzt ihn in die Lage, seine Muskulatur mit ausreichenden Mengen Sauerstoff zu versorgen, um nicht nur kurzfristig viel Leistung zu erbringen (aerobe Energiebereitstellung). Um dies zu erreichen, ist im Vergleich zu anderen Sportarten länger andauerndes Training notwendig. Ebenso dauert es länger als in anderen Sportarten, bis ein Neueinsteiger ein konkurrenzfähiges Niveau erreicht, da die Anpassungsprozesse nur langsam ablaufen. Ausdauerleistungen können noch in hohem Alter erbracht werden, da die Ausdauerleistungsfähigkeit im Gegensatz zur (Schnell-)Kraft mit dem Alter nur relativ langsam abnimmt. Der ehemalige Radprofi Wjatscheslaw Jekimow nahm noch mit 40 Jahren das letzte Mal an der Tour de France teil.
Wer regelmäßig läuft, ist – statistisch gesehen – gesünder und lebt länger. Ein 21-jähriges Follow-up von etwa 300 Läufern und Kontrollpersonen zeigte, dass die Zahl Gestorbener in der Gruppe der Läufer geringer war als in der Kontrollgruppe. Der Unterschied betrug nach Berücksichtigung mehrerer Faktoren 40 Prozent.

### Leistungsdiagnostik
→ Siehe Leistungsdiagnostik

## Ausdauersport
Der Begriff Ausdauersport fasst Sportarten zusammen, bei denen die Schwierigkeit im Aufrechterhalten einer (Fort-)Bewegung über längere Zeit besteht, im Unterschied zu Sportarten, bei denen es vor allem auf Schnelligkeit (z. B. Sprints), große Kraft über sehr kurze Zeit (z. B. Gewichtheben) oder Geschicklichkeit ankommt.
Es gibt in Bezug auf die Ausdauer drei verschiedene Sportartgruppen:
1. Die reinen Ausdauersportarten basieren auf der Ausdauerfähigkeit. Ohne Ausdauer ist diese Sportartgruppe nicht vorstellbar. Dazu gehört zum Beispiel der Marathonlauf. Die Ausdauer ist der entscheidende Bestandteil der Leistungsfähigkeit.
2. Des Weiteren gibt es Sportarten wie Fußball oder Handball, die ebenfalls von der Ausdauer beeinflusst werden, aber in einem geringeren Maße, also nicht primär durch diese Eigenschaft bestimmt sind.
3. Zum dritten gibt es Sportarten wie Kugelstoßen, bei denen Ausdauer eine untergeordnete bis unwichtige Rolle spielt.

### Typische Ausdauersportarten

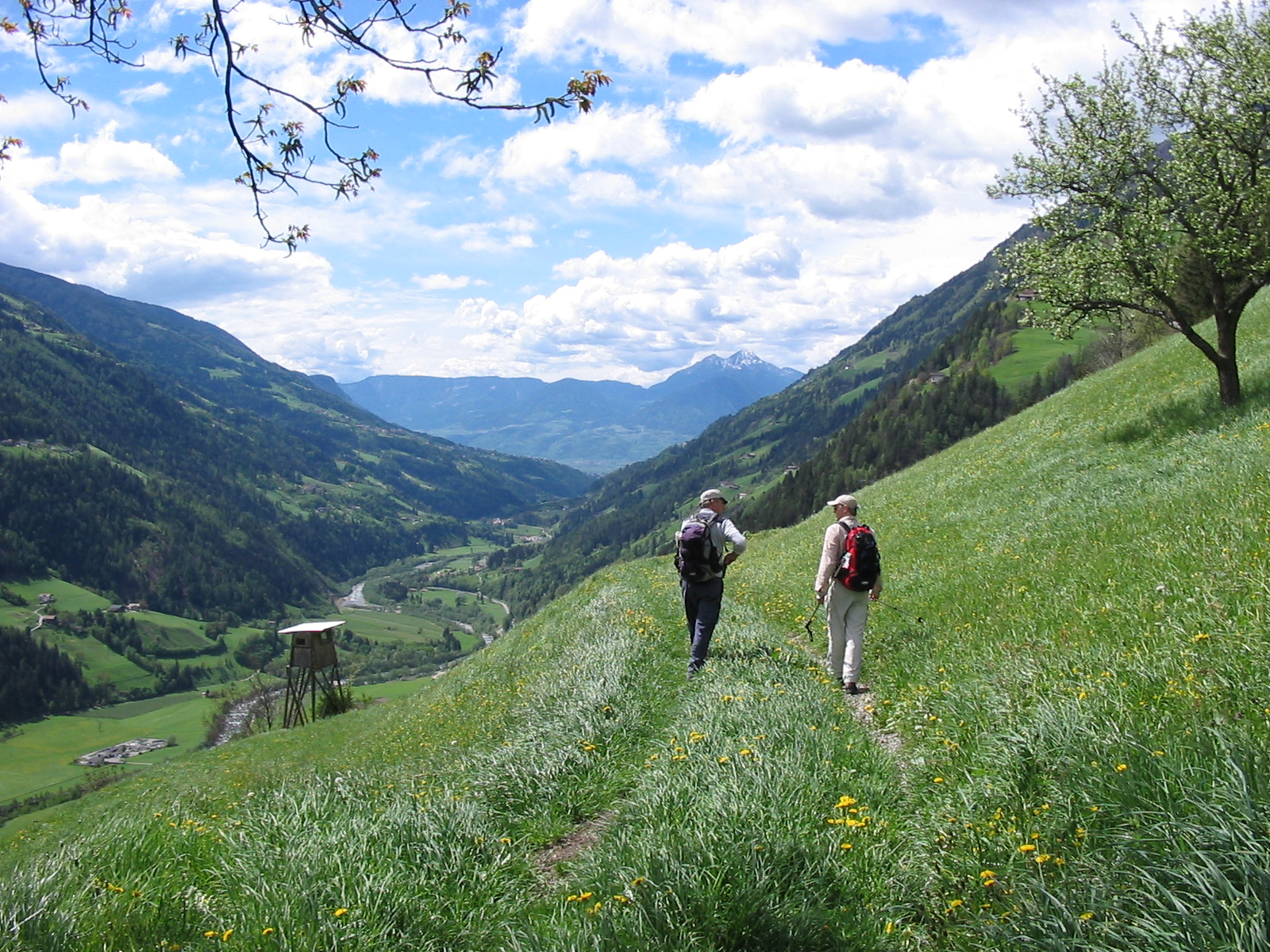
Wandern ist ein Ausdauersport mit geringer Intensität, aber hohem Umfang.

- Wandern, Bergwandern, Gehen (Sport), Walking, Nordic Walking
- Langstreckenlauf, Jogging
- Radsport, Ergometertraining
- Eisschnelllauf, Inlineskating
- Schwimmen
- Skilanglauf, Rollski, Nordic Blading, Skiken
- Triathlon, Duathlon, Aquathlon, Wintertriathlon
- Orientierungslauf
- Rudern, Paddeln
- Bergsteigen

### Wettkampf
Wettkämpfe im Ausdauersport dauern häufig mehrere Stunden an, ihr Ende ist typischerweise nicht durch das Verstreichen einer Zeitspanne bestimmt, sondern durch das Zurücklegen einer bestimmten Wegstrecke. Extreme Ausdauerwettkämpfe können sich über Tage oder Wochen fast ununterbrochener Anstrengung hinziehen (z. B. das Radrennen Race Across America).

### Doping
Da Ausdauerwettkämpfe im Allgemeinen nicht durch eine bessere Technik, sondern hauptsächlich durch reines körperliches Leistungsvermögen gewonnen werden, ist der Einsatz von leistungssteigernden Substanzen (Doping) wie EPO vermutlich weit verbreitet. Da Anabolika nicht nur einen muskelaufbauenden Effekt haben, sondern in geringeren Dosierungen zunächst einmal anti-katabolisch wirken und somit einen höheren Trainingsumfang ohne nennenswerten Muskelkater ermöglichen, sind Anabolika auch im Leistungssport anzutreffen. Nandrolon (wie bei Dieter Baumann oder Marco Pantani) gehört hierzu.

## Ausdauer beim Militär
Ausdauer ist in militärischen Kontexten (z. B. Kriegen) ein wichtiger Faktor – unter anderem bei Bewegungskriegen (siehe auch Gewaltmarsch), bei Stellungskriegen oder Grabenkriegen, bei Kriegen in extremen klimatischen Bedingungen (z. B. Winterkrieg, Schlacht um Stalingrad). Der römische Feldherr Gaius Iulius Caesar lobt in seinen berühmten Berichten über den Gallischen Krieg an den Senat (58 bis 51/50 v. Chr.) und in seinem Buch De bello Gallico mehrfach seine erfolgreiche Strategie, seine Einheiten in Eilmärschen in den Rücken des Feindes geführt zu haben. Auch die erfolgreiche Kriegsführung Alexanders des Großen wird wesentlich darauf zurückgeführt, dass er seinen Soldaten schnelle, für den Feind überraschende Truppenverschiebungen zumutete, die eine große Ausdauer erforderten.